# Mr. Sammler's Planet
O Planeta do Sr. Sammler é um romance de 1970 do autor americano Saul Bellow. Venceu o National Book Award for Fiction em 1971.

## Sinopse do enredo
Sr. Artur Sammler, um sobrevivente do Holocausto, intelectual e palestrante ocasional na Universidade Columbia na Nova Iorque dos anos 1960, é um "registrador da loucura", um ser refinado e civilizado preso entre pessoas enlouquecidas pelas promessas do futuro – pouso na Lua, possibilidades infinitas. "Lamentando por todos e com o coração dolorido", ele observa como maior luxúria e lazer levaram apenas a mais sofrimento humano.
Para o Sr. Sammler—que ao final do romance encontrou a consciência compassiva necessária para preencher a lacuna entre ele e seus semelhantes—uma boa vida é aquela em que uma pessoa faz o que é "exigido dela". Conhecer e cumprir os "termos do contrato" era uma vida tão verdadeira quanto se poderia viver.

## Significado literário e crítica
Alguns críticos classificaram o romance como uma resposta ao Holocausto ou como uma Jeremíada contra os costumes sociais dos anos 1960—e é verdade que Sammler fica horrorizado com esses costumes porque, como Philip Roth apontou, ele os vê como "a traição pela espécie louca do ideal civilizado"—enquanto outros notaram que o romance gira, como Herzog, em torno dos conflitos de Sammler entre intelecto e intuição, entre agir no mundo e ficar de lado para observá-lo. Em uma epifania que se constrói lentamente no final do romance, Sammler encontra um equilíbrio. Joyce Carol Oates escreveu que admirava "a conclusão de O Planeta do Sr. Sammler, que é tão poderosa que nos força a reler imediatamente todo o romance, porque fomos alterados no processo de lê-lo e estamos agora, em sua conclusão, prontos para começar a lê-lo".
Na conclusão, Sammler fala com Deus. Referindo-se à existência de verdades morais objetivas ou à existência do próprio Deus, ele diz "Pois essa é a verdade disso — que todos nós sabemos, Deus, que sabemos, que sabemos, sabemos, sabemos, sabemos". Em uma palestra alguns anos depois, quando perguntado para explicar essas linhas, Bellow disse "Você lê o Novo Testamento e a suposição que Jesus faz continuamente é que as pessoas sabem a diferença imediatamente entre o bem e o mal... E isso é em parte o que a fé significa. Nem mesmo requer discussão. Significa que há um conhecimento implícito — muito antigo se não eterno — que os seres humanos realmente compartilham e que se baseassem seus relacionamentos nesse conhecimento, a existência poderia ser transformada".